# Saint-Laurent-des-Combes (Gironde)
Saint-Laurent-des-Combes (okzitanisch Sent Laurenç de las Comas) ist eine französische Gemeinde mit 229 Einwohnern (Stand 1. Januar 2022) im Département Gironde in der Region Nouvelle-Aquitaine (vor 2016 Aquitaine). Sie gehört zum Arrondissement Libourne und zum Kanton Les Coteaux de Dordogne. 

## Lage
Saint-Laurent-des-Combes liegt etwa neum Kilometer südöstlich von Libourne. Umgeben wird Saint-Laurent-des-Combes von den Nachbargemeinden Saint-Christophe-des-Bardes im Norden und Nordosten, Saint-Hippolyte im Osten, Saint-Pey-d’Armens im Südosten, Vignonet im Süden sowie Saint-Émilion im Westen und Nordwesten.

## Bevölkerungsentwicklung
| Jahr                       | 1962 | 1968 | 1975 | 1982 | 1990 | 1999 | 2011 | 2020 |
| Einwohner                  | 439  | 394  | 401  | 418  | 377  | 347  | 259  | 245  |
| Quellen: Cassini und INSEE |      |      |      |      |      |      |      |      |

## Sehenswürdigkeiten

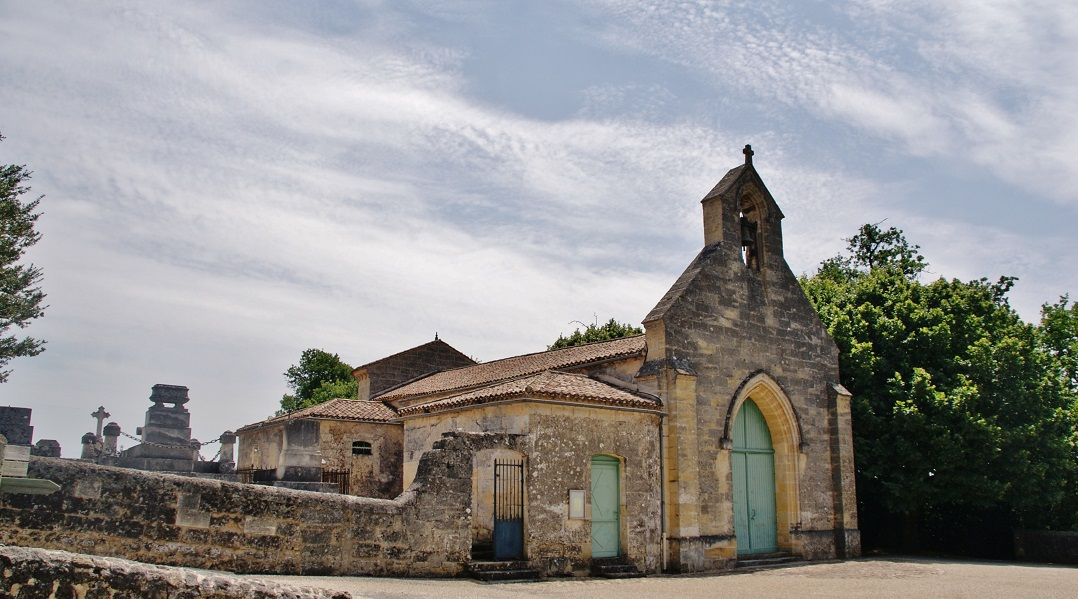
Kirche Saint-Laurent
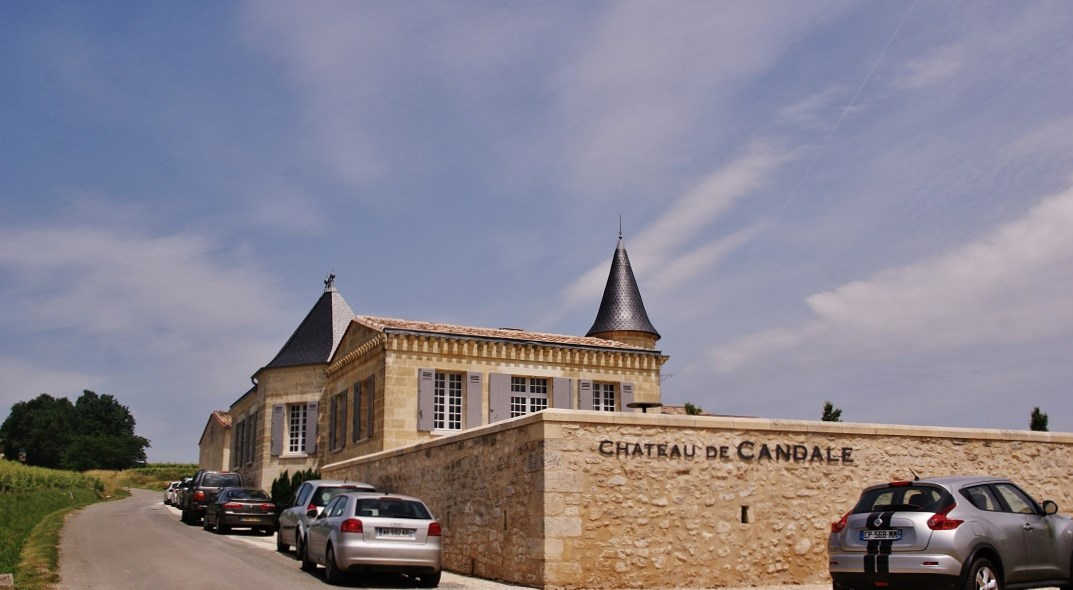
Château de Candale
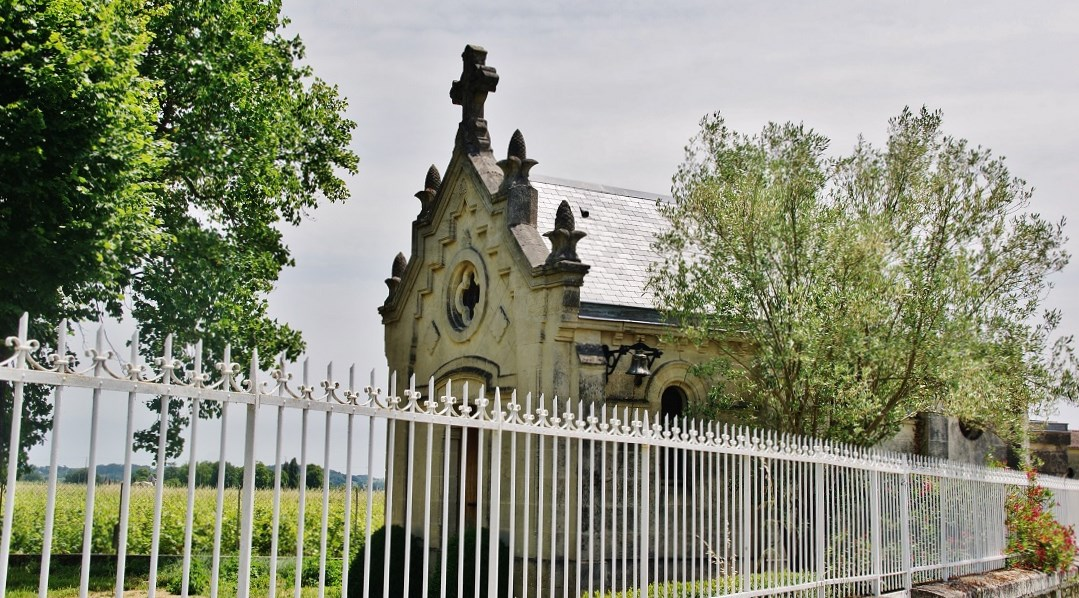
Kapelle
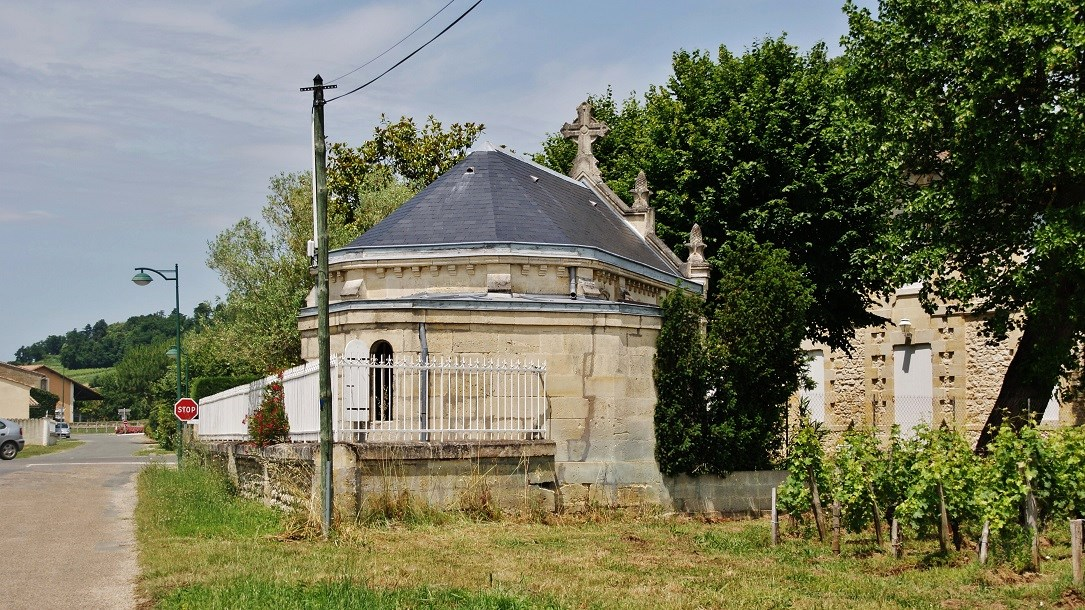
Kapelle
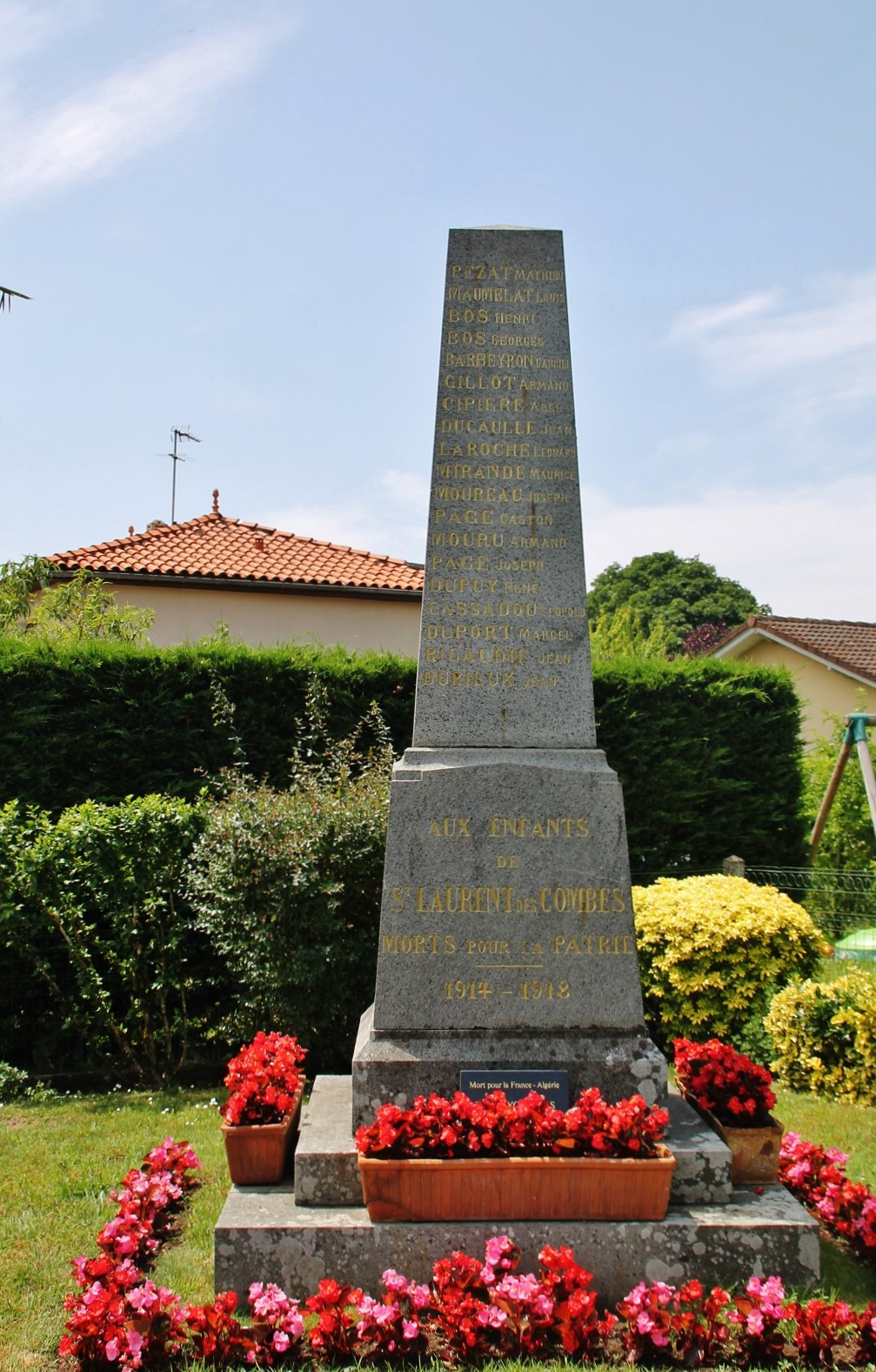
Gefallenendenkmal

- zwei Kapellen

- Kirche Saint-Laurent
- Château de Candale
- Kapelle
- Kapelle
- Gefallenendenkmal